# Людмила Савелиева
Людмила Михайловна Савелиева (на руски: Людмила Михайловна Савельева) е руска актриса. 

## Биография
Людмила Савелиева е родена на 24 януари 1942 г. в Санкт Петербург, Русия. Завършва Ленинградското хореографско училище (1962). Постъпва на работа като балерина в Академичния театър за опера и балет „Сергей Киров“. Първото голямо участие на сцена е в балета „Спящата красавица“ (1964).
В киното влиза през 1965 – 1967 г. с ролята на Наташа Ростова във филма „Война и мир“, режисьор Сергей Бондарчук. През 1968 г. за тази роля е наградена с „Оскар“, а на Московския кинофестивал получава наградата „За блестящ дебют“ и наградата на публиката. Пресъздава образи на героини отличаващи се със своята почтеност, чистота и душевна красота, които живеят пълноценно и открито със своето щастие и страдание. Такива са Маша от съветско – италианската продукция „Слънчогледи“ (1970) режисьор Виторио Де Сика, Серафима във филма „Бяг“ (1970), Луиза в „Конника без глава“ (1973), Нина в „От вчера до обяд“ (1981) и др. Следват участия в: „Вървеше четвъртата година от войната“ (1983), „Успех“ (1984), „Черната роза“ (1989), „Нежна възраст“ (2000), „Анна Каренина“ (2007) и др.
Народен артист на РСФСР (1985).
През 1977 г. се снима в българо-съветската продукция „Юлия Вревская“ режисьор Никола Корабов. Пресъздава руската дворянка Юлия Вревская, която влага всичките си средства и участва в доброволчески санитарен отряд през Руско-турската война (1877 – 1878) и умира в България.
Людмила Савелиева е провъзгласена на 26 октомври 1984 г. за Почетен гражданин на Ловеч „За блестящо изпълнение ролята на Юлия Вревская в едноименния филм“.

## Избрана филмография
| година | филм         | оригинално заглавие | роля                            | режисьор         | бележки             |
| ------ | ------------ | ------------------- | ------------------------------- | ---------------- | ------------------- |
| 1967   | Война и мир  | Война и мир         | Наташа Ростова                  | Сергей Бондарчук | Филмът печели Оскар |
| 1970   | Слънчогледи  | I girasoli          | Маша                            | Виторио Де Сика  |                     |
| 1971   | Бяг          | Бег                 | Серафима Владимировна Корзухина | Александър Алов  |                     |
| 1978   | Юлия Вревска | Юлия Вревская       | Юлия Вревска                    | Никола Корабов   |                     |